# Michal Fukala
Michal Fukala (* 22. říjen 2000 Frýdek-Místek) je český profesionální fotbalista, který hraje na pozici pravého obránce či záložníka za český klub FC Baník Ostrava. Je také bývalým českým mládežnickým reprezentantem.

## Klubová kariéra

### Mládežnické roky
Fukala je odchovancem Frýdku-Místku.

### MFK Frýdek-Místek
Debut v dresu prvního týmu druholigového Frýdku-Místku si odbyl v dubnu 2017 v utkání proti Žižkovu. V prvním týmu Frýdku působil celkem jeden rok a za tu dobu odehrál 16 ligových zápasů, ve kterých branku nevstřelil.

### FC Slovan Liberec
V létě 2018 přestoupil do Slovanu Liberec. Premiéru v jeho dresu si odbyl v prosinci 2018 v utkání proti Bohemians. V první sezóně v Liberci nastoupil celkově do osmi utkání, ve kterých se střelecky neprosadil.
Větší zápasové vytížení nepřišlo ani v sezóně 2019/20, ačkoliv nastoupil Fukala celkově do 15 ligových zápasů. Odehrál také tři utkání v MOL Cupu a ve třech zápasech vypomohl i třetiligové rezervě. Ani jednou branku nevstřelil.
V sezóně 2020/21 se dočkal premiéry také v evropských pohárech, když nastoupil do dvou zápasů základní skupiny Evropské ligy, a to konkrétně do dvojzápasu proti CZ Bělehrad. Ani v tomto případě se střelecky neprosadil. K 5. březnu 2021 pak v aktuální sezóně nastoupil do 15 ligových a jednoho pohárového utkání. Branku nevstřelil.

## Reprezentační kariéra
Nastoupil celkově do 19 mezistátních utkání v dresu České republiky v mládežnických věkových kategoriích do 18, 19 a 20 let, vstřelil v nich jednu branku.
V červnu 2023 byl nominován na závěrečný turnaj mistrovství Evropy hráčů do 21 let. Na turnaji byl stabilním členem základní sestavy.

## Klubové statistiky
- aktuální k 5. březen 2021

| Tým                 | Sezona            | Liga   | Liga   | Pohár  | Pohár  | Evropské poháry | Evropské poháry |
| Tým                 | Sezona            | Zápasy | Branky | Zápasy | Branky | Zápasy          | Branky          |
| ------------------- | ----------------- | ------ | ------ | ------ | ------ | --------------- | --------------- |
| MFK Frýdek-Místek   | 2016/17 (2. liga) | 3      | 0      | -      | -      | -               | -               |
| MFK Frýdek-Místek   | 2017/18 (2. liga) | 13     | 0      | 0      | 0      | -               | -               |
| FC Slovan Liberec   | 2018/19           | 8      | 0      | 0      | 0      | -               | -               |
| FC Slovan Liberec   | 2019/20           | 15     | 0      | 3      | 0      | -               | -               |
| FC Slovan Liberec   | 2020/21           | 15     | 0      | 1      | 0      | 2               | 0               |
| FC Slovan Liberec B | 2019/20 (3. liga) | 3      | 0      | -      | -      | -               | -               |
| Celkem              | Celkem            | 57     | 0      | 4      | 0      | 2               | 0               |